# Parafia Najświętszej Trójcy w Brzydowie
Parafia Najświętszej Trójcy w Brzydowie – parafia rzymskokatolicka znajdująca się w archidiecezji warmińskiej, w dekanacie Ostróda.